# Darkthrone
Darkthrone ist eine 1986 gegründete Metal-Band, die in den 1990er Jahren erheblichen Einfluss auf den norwegischen Black Metal hatte.

## Geschichte

### Anfänge
Darkthrone wurde 1986 unter dem Namen Black Death gegründet und war anfangs von Cryptic Slaughter und Celtic Frost beeinflusst. Nachdem zu Beginn die zu wählende musikalische Richtung ein Problem darstellte und die Band dem Schlagzeuger Gylve Nagell zufolge nicht einmal ihre Instrumente spielen konnte, entwickelte sie sich zu einer Death-Metal-Band. Anfang 1987 wurde Ivar Enger Mitglied der Band, die sich Ende 1987 in Darkthrone umbenannte; der Name ist vom Celtic-Frost-Titel Jewel Throne und dem von Mitgliedern der dänischen Band DesExult herausgegebenen Magazin Blackthorn inspiriert. Anfang 1988 wurde Ted Skjellum Mitglied der Band, im selben Jahr erschien ihr erstes Demo Land of Frost. 1989 folgten das Thulcandra-Demo, erste Auftritte und das Cromlech-Demo. Nachdem die Band einen Vertrag über vier Alben mit dem englischen Label Peaceville Records unterschrieben hatte, debütierte sie dort mit dem Album Soulside Journey im Jahre 1990. Bis dahin blieb sie dem skandinavischen Death-Metal-Stil treu; nachdem bereits Demoaufnahmen für ein zweites Album gemacht worden waren, überwarf sich die Band allerdings mit dem Stil.

### Hinwendung zum Black Metal
Das im Folgejahr veröffentlichte Album A Blaze in the Northern Sky markierte eine radikale Stiländerung („Wir entwickelten uns erst weiter und entschieden uns dann, wieder primitive Musik zu spielen, wer sonst hat das gemacht?“) und gilt als das erste Album der sogenannten „zweiten Welle des Black Metal“, welches maßgeblichen Einfluss auf die weitere musikalische Entwicklung des Genres ausübte. Als Hauptgrund für diesen Stil- und Image-Wandel darf die Einflussnahme Øystein „Euronymous“ Aarseths auf die Band gelten, der nicht nur Kopf der Black-Metal-Band Mayhem und Inhaber des Plattenlabels Deathlike Silence Productions war, sondern gemeinhin als Initiator und Leitfigur der besagten „zweiten Welle des Black Metal“ betrachtet wird. Nach diesem Stilwechsel trat Darkthrone unter anderem im linken Punk-Club Café Strofal auf. In Interviews kündigte Fenriz aber an, die Band habe im Mai 1991 aufgehört, live aufzutreten, und werde nie wieder Konzerte geben; zuletzt spielte die Band 1996 live.
Die folgenden drei Alben der Band – Under a Funeral Moon (1993), Transilvanian Hunger (1994) und Panzerfaust (1995) – brachten zahlreiche neue künstlerische Impulse ins Genre ein und gelten allesamt bis heute als Meilensteine des Black Metal. In den Zeitraum dieser Veröffentlichungen fällt allerdings auch der Boykott der Band: Nach einem kontroversen Interview im deutschen Rock Hard im Rahmen einer Befragung zur norwegischen Black-Metal-Szene boykottierte das Magazin die Band. Redakteur Frank Albrecht gab aber später zu, das Interview „nachgewürzt“ zu haben, um die Aussagen von Nocturno Culto drastischer wirken zu lassen. Aufgrund verschiedener Äußerungen in Interviews, insbesondere seitens des Schlagzeugers Fenriz, doch auch etwa wegen der Selbstkategorisierung als „Norsk Arisk Black Metal“ („Norwegischer arischer Black Metal“) auf der Rückseite des Transilvanian-Hunger-Albums, sah sich die Band dem Vorwurf ausgesetzt, rassistische Ideen zu transportieren und „eine sich zu Verbrechen und Faschismus bekennende Band“ zu sein. Von den acht Liedern des Albums wurde zudem die Hälfte von dem Rechtsextremisten Varg Vikernes geschrieben. Da der Vertrag mit Peaceville mit diesem Album erfüllt worden war und das Auftreten der Band zu Konflikten zwischen Band und Label geführt hatte, trennten sie sich voneinander; Darkthrone kündigte an, nur noch mit Norwegern arbeiten zu wollen, und wechselte zu Moonfog Productions, dem Label des Satyricon-Sängers Satyr, wo sie das Album Panzerfaust veröffentlichte; der deutsche Titel „Panzerfaust“ und ein weiterer Text von Vikernes auf dem gleichnamigen Album trugen nicht gerade dazu bei, die Vorwürfe zu entkräften. Und wenngleich sich die Band verschiedentlich (insbesondere im Booklet von Panzerfaust) von diesem Vorwurf zu distanzieren bemühte, schlossen sich weitere Musik-Magazine dem Boykott an.

### Ab Mitte der 1990er Jahre
1996 erschien mit Total Death ein eher thrash-lastiges Album, auf dem der Klang „wieder sauberer aus[fiel]“. Das besondere an dem Album war, dass nicht Fenriz, sondern Musikerkollegen aus anderen Bands wie Ulver, Emperor und Satyricon die Texte verfassten und das Coverartwork war nicht mehr im Schwarzweißstil gehalten. Hinzu kam noch, dass im selben Jahr unter dem Titel Goatlord die Aufnahmen zum eigentlichen Nachfolgealbum des Debüts Soulside Journey veröffentlicht wurden. Für dieses Album waren 1994 neue Gesangsspuren aufgenommen worden, an denen mit dem Satyricon-Gitarristen Sigurd „Satyr“ Wongraven auch der Chef des neuen Labels mitwirkte; Teile der von Fenriz übernommenen Gesangsparts wurden für Frauengesang gehalten. Im selben Jahr gab die Band ihr letztes Konzert, sie spielte am 6. April 1996 live in der Rockefeller Musichall in Oslo mit Satyricon und Dissection.
Nachdem Nocturno Culto sich 1997 von der Black-Metal-Szene abgewandt hatte, erstellte er zusammen mit Satyr von Satyricon und Moonfog Productions das 1998 Darkthrone-Tributalbum Darkthrone Holy Darkthrone – Eight Norwegian Bands Paying Tribute; Fenriz „fand die Idee eines Tribut-Samplers ziemlich vermessen, aber gleichzeitig habe ich einen Deal mit Nocturno Culto aus dem Jahr 1995, nämlich, daß er ab jetzt alle Entscheidungen für Darkthrone fällt, da ich vorher der Diktator in der Band war. Nocturno und Satyr […] haben die Sache dann auf die Beine gestellt. Ich muß sagen, es ist eine sehr amüsante Platte - und eine sehr schmeichelhafte, wenn man bedenkt, wie gut die Bands unsere Songs zu kennen scheinen.“ Die Band blieb jedoch zunächst inaktiv; Fenriz erklärte Ende 1998: „Die Band liegt auf Eis, schon eine ganze Weile. Es ist nicht unser Beruf, Darkthrone-Musik zu machen, also lassen wir es derzeit. Zum Glück bin ich nicht darauf angewiesen, eine neue Platte zu machen, um Geld zu verdienen.“ Dennoch kehrte die Band 1999 mit dem Album Ravishing Grimness zurück.
In neuerer Zeit kam es zur Aussprache mit verschiedenen Medien, die ab 1994 am Boykott beteiligt gewesen waren. Um die Zeit der Veröffentlichung von Ravishing Grimness zeigte Fenriz in Interviews anstatt des früheren, black-metal-typisch ernsten Auftretens und extremer Aussagen zunehmend Humor, und die Bandmitglieder rückten weitgehend von der in früherer Zeit geäußerten Weltanschauung ab. Damit verloren sie unter nicht nur musikalisch interessierten Anhängern der Black-Metal-Subkultur beträchtlich an Glaubwürdigkeit, weshalb die Band von zahlreichen einstmaligen Fans heute geringgeschätzt oder nicht mehr wahrgenommen wird. Trotz des Konflikts mit Peaceville hatte die Band den Kontakt zum Label beibehalten und veröffentlichte dort 2000 die Zusammenstellung Preparing for War, blieb aber offiziell bei Moonfog; die dort veröffentlichten Alben Ravishing Grimness (1999) und Plaguewielder (2001) brachten keine neuen Innovationen und orientierten sich wieder stärker am ursprünglichen Musikstil der Band. Unter Fans der früheren Veröffentlichungen gelten die neueren Alben als künstlerisch nicht mehr herausragend, sondern wurden als einfallslose und uninspirierte „Durchschnittskost“, als Abfall in die Mittelmäßigkeit und nicht an die älteren Werke heranreichend empfunden. Laut Robert Müller vom Metal Hammer war der Vorwurf, „immer wieder den gleichen, minimal variierten Song zu spielen“, während der Moonfog-Periode gerechtfertigt. Sein Kollege Tobias Gerber bemängelte, dass „[d]ie kargen Riffs […] zur Austauschware eines ständig debiler werdenden Fenriz und die Booklets bunter als so manches Hippie-Shirt“ seien.

### Öffnung zur NWoBHM
Nach einer Phase der musikalischen Stagnation kam es zu einer stilistischen Öffnung der Band; entsprechend lassen sich auf den Veröffentlichungen ab 2006 stärkere Einflüsse aus dem Spektrum des Punk und der New Wave of British Heavy Metal finden. Diese waren bereits auf A Blaze in the Northern Sky zu finden, traten hier jedoch deutlicher hervor. Gegenüber Celtic Frost und Bathory waren bei Fenriz nun Venom, Voivod und Slaughter als Einflüsse dominant geworden. Zu dem Lied Too Old, Too Cold, das sowohl auf der gleichnamigen ersten EP als auch dem Album The Cult Is Alive veröffentlicht wurde, entstand ein Musikvideo, das in der norwegischen Version von Top of the Pops auszugsweise gezeigt wurde und laut Nocturno Culto „ohne großen Aufwand oder teuren Regisseur mehr Seele als diese polierten Produkte der Industrie“ besitzt. Nocturno Culto äußerte zwar, die Band sei „kein Teil der Unterhaltungsindustrie“, wogegen Gunnar Sauermann vom Metal Hammer einwandte: „Wer in den Single-Charts auftaucht und dessen Video auch noch bei einem ‚Top of the Pops‘-Ableger gezeigt wird, der ist teilweise vereinnahmt.“ Fenriz äußerte in Anlehnung an die Band Rotten Sound, er möchte sich „am liebsten bei unseren Fans durch den Chart-Einstieg entschuldigen […] Nach 19 Jahren so etwas wie einen Durchbruch zu landen, ist krank. Für uns bringt das keinen zweiten Wind, sondern den Wind 666.“ Auf den EPs Too Old, Too Cold (2006) und NWOBHM – New Wave of Black Heavy Metal (2007) sind zudem Coverversionen alter Punk-Bands zu hören. Diese stärker hervortretenden Elemente führten auch dazu, dass die Musik mit Motörhead verglichen, als „Blackened Punk“ oder als schwere Mischung aus Punk und Hard Rock mit dem für Darkthrone typischen, schwarzen Klang bezeichnet wurde; Fenriz selbst bezeichnete Darkthrone auch als „Metalpunk“. 2004 trat außerdem Nocturno Culto zusammen mit Satyricon auf dem Wacken Open Air auf, wobei auch die Darkthrone-Lieder Kaatharian Life Code, The Hordes of Nebulah, Transilvanian Hunger und Under a Funeral Moon gespielt wurden; Fenriz entschied sich, nicht an diesem Auftritt teilzunehmen. 2005 kehrte die Band zu Peaceville zurück.
Ab den 2007 veröffentlichten Tonträgern F.O.A.D. und NWOBHM – New Wave of Black Heavy Metal flossen zahlreiche intertextuelle Bezüge zu anderen Bands ein; damit wurde Darkthrone nach Erik Danielsson von Watain zu Fenriz’ „Hommage an die Musik, die er mag“, zu „Musik über Musik“; Fenriz habe zwar ein ehrliches musikalisches Interesse, die Texte klängen allerdings wie ein Witz, wodurch „die Brillanz und Qualität alter Darkthrone so einfach verloren“ gehe. Das Album legte laut Robert Müller „die Vermutung nahe, Norwegens einst einflussreichste Black Metal-Band fröne jetzt nur noch dem bierseligen Rezitieren archaischer Thrash-, Punk- und Heavy Metal-Standards“. Tobias Gerber stellte die Frage: „Müssen wir eine Szenegröße wirklich mit Texten hören, die im billigsten Schulenglisch dem wahren Metal-Underground huldigen?“. Stilistisch lehnte sich die Band stärker an die 1980er Jahre an, wobei Nocturno Cultos Gesang hier „unendlich dämonisch [ist], er knurrt, grollt, flüstert, spricht mit sehr harter Stimme. Die Riffs sind schlicht gestrickt, werden aber mit Leidenschaft dargeboten.“ Fenriz’ Gesang beim Titellied bewegt sich zwischen Punk und altem Black Metal. Nur noch bei wenigen Liedern wie Splitkein Fever, das an die Treblinka-Demos erinnert, und Pervertor of the 7 Gates, nähert sich die Band noch dem Black Metal an.
2008 veröffentlichte Darkthrone eine 3-CD-Kompilation mit den alten Demo- und Liveaufnahmen und einer ursprünglichen, instrumentalen Version des Albums Goatlord. Im selben Jahr wurde am 20. Oktober über Peaceville ihr 14. Studioalbum unter dem Titel Dark Thrones and Black Flags veröffentlicht, das den Stil des Vorgänger-Albums F.O.A.D. beibehielt. Allerdings traten laut Nocturno Culto „[d]ie Unterschiede zwischen Fenriz und mir […] auf diesem Album deutlicher als früher hervor […] Wir haben einen unterschiedlichen Ansatz beim Komponieren: Als Gitarrist sind mir Details und Variationen sehr wichtig, während Fenriz von einem ganz anderen Standpunkt ausgeht.“ Außerdem „stellt [Fenriz] seine Vorlieben klar heraus und versucht, den Leuten die Bedeutung von übersehenen Bands zu vermitteln. Mich interessiert diese Widerstandsbewegung gegen den Mainstream in der Metal-Szene weniger […] Uns vereint jedoch die Liebe zur Musik der Siebziger und Achtziger. Fenriz fördert wie ein Musikarchäologe fantastische Fundstücke aus dem Untergrund hervor.“ Laut Nocturno Culto haben Fenriz und er „im Moment wieder die gleiche Einstellung mit hoch erhobenem Mittelfinger wie vor SOULSIDE JOURNEY […] Wir haben uns von allen selbst auferlegten Zwängen befreit und sind mit Spaß bei der Sache. […] Wir machen nur noch das, worauf wir gerade Lust haben.“
Am 28. März 2010 veröffentlichten Darkthrone ihr 15. Studioalbum Circle the Wagons, 2013 folgte The Underground Resistance.

## Diskografie

### Studioalben
- 1991: Soulside Journey
- 1992: A Blaze in the Northern Sky
- 1993: Under a Funeral Moon
- 1994: Transilvanian Hunger
- 1995: Panzerfaust
- 1996: Total Death
- 1996: Goatlord
- 1999: Ravishing Grimness
- 2001: Plaguewielder
- 2003: Hate Them
- 2004: Sardonic Wrath
- 2006: The Cult Is Alive
- 2007: F.O.A.D.
- 2008: Dark Thrones and Black Flags
- 2010: Circle the Wagons
- 2013: The Underground Resistance
- 2016: Arctic Thunder
- 2019: Old Star
- 2021: Eternal Hails
- 2022: Astral Fortress
- 2024: It Beckons Us All

### Demos
- 1988: Land of Frost
- 1988: A New Dimension
- 1989: Thulcandra
- 1989: Cromlech

### EPs und Kompilationen
- 2005: Under Beskyttelse Av Morke (EP-Box)
- 2006: Too Old, Too Cold (EP, 2006)
- 2006: Forebyggende Krig (7"-Single)
- 2007: NWOBHM – New Wave of Black Heavy Metal (EP)
- 2008: Frostland Tapes (3-CD-Kompilation)
- 2011: Sempiternal Past (Kompilation der vier Demos)

### Beiträge für Sampler
- 1996: Ravnajuv (alternativer Mix) auf Crusade From the North
- 2000: God of Disturbance and Friction auf Moonfog 2000 – A Different Perspective
- 2002: A Blaze in the Northern Sky auf Lords Of Chaos – Die Geschichte der okkulten Musik